# 上坂勝
上坂 勝（うえさか まさる、1892年（明治25年）5月22日 - 1982年（昭和57年）7月5日）は、大日本帝国陸軍軍人。最終階級は陸軍少将。

## 経歴
1892年（明治25年）に大分県で生まれた。陸軍士官学校第25期卒業。1939年（昭和14年）8月1日に陸軍歩兵大佐進級と同時に台南陸軍兵事部長に着任した。1941年（昭和16年）10月に歩兵第163連隊長（北支那方面軍・第110師団・歩兵第133旅団のち第110歩兵団）に転じ、日中戦争に出動。京漢作戦に参加し、覇王城、登封を突破。さらに洛陽攻略では湯恩伯軍を壊滅させる大なる戦果を挙げた。洛陽攻略後は宜陽、臨汝の守備に任じた。
1945年（昭和20年）5月に歩兵第53旅団長（関東軍・第34軍・第59師団）に就任し、6月10日に陸軍少将に進級した。終戦時は咸興に位置した。戦後はシベリア抑留を受けた。1948年（昭和23年）1月31日、公職追放仮指定を受けた。1950年（昭和25年）7月に綏芬河でソ連から中華人民共和国に引き渡され、撫順戦犯管理所に収容された。戦犯管理所では「学習反省」「認罪坦白」などを行い、1956年（昭和31年）6月に開かれた瀋陽特別軍事法廷で懲役18年の判決を受けたが、満期前の1963年（昭和38年）8月に釈放された。